# Хмель Роман Валентинович
Рома́н Валенти́нович Хмель (нар. 22 грудня 1969) — радянський та український футболіст, що грав на позиції нападника. Відомий за виступами у низці українських клубів вищої та першої ліги, грав також у кількох російських клубах нижчих дивізіонів та нетривалий час у білоруській вищій лізі та вищій лізі чемпіонату Узбекистану, виступав також у ізраїльському клубі «Маккабі» (Яффа).

## Клубна кар'єра
Роман Хмель розпочав виступи на футбольних полях у 1990 році, граючи за аматорський клуб «Темп» із Корсуня-Шевченківського, пізніше грав також за вінницький «Інтеграл» та сумський «Хімік». У професійному футболі Хмель дебютував у 1991 році виступами за сумський «Автомобіліст» у другій лізі СРСР. У 1992 році продовжив виступи за сумський клуб вже в першій лізі українського футболу. У першій половині сезону 1992—1993 років футболіст грав за ужгородське «Закарпаття», а другу половину грав у клубі «Рось» із Білої Церкви, після чого на півроку повернувся до ужгородського клубу. На початку 1994 року футболіст ненадовго їздив до Білорусі, де грав за місцевий клуб «Ведрич» у вищій білоруській лізі. У 1994 році Роман Хмель зіграв 1 матч в вищій українській лізі за рівненський «Верес», а пізніше продовжив виступи в першоліговій «Поліграфтехніці». У 1995 році став гравцем іншої вищолігової команди — луцької «Волині», проте за клуб зіграв лише 2 матчі, та покинув клуб, вирішивши спробувати сили в ізраїльському «Маккабі» з Яффи. В Ізраїлі грав протягом півтора року, після чого вирушив до російського «Уралмаша», а потім до нижчолігового підмосковного російського «Автомобіліста». Далі 2 роки футболіст грав за вищоліговий узбецький клуб «Андижан» з однойменного міста. Після повернення в Україну Роман Хмель грав за аматорський ГПЗ з Варви, пізніше нетривалий час за житомирське «Полісся», далі за аматорські клуби «Ніжин» та «Укррічфлот», після чого закінчив виступи на футбольних полях.